# Manbuta orthogramma
Manbuta orthogramma là một loài bướm đêm trong họ Erebidae.